# 界山三角槭
界山三角槭（学名：Acer buergerianum var. kaiscianense）为槭树科枫属下的一个变种。

## 扩展阅读
- 維基物種上的相關：界山三角槭